# 萬達門特冰川
85°19′S 167°10′E / 85.317°S 167.167°E
萬達門特冰川是南極洲的冰川，位於杜費克海岸，處於科斯基冰川以南，流經多明尼昂山脈中東部，全長11公里，以美國研究隊的物理學家命名。